# Pop'n Music
Pop'n Music je japonská hudební hra.

## Princip hry
Hra se hraje rukama. Hráč má k dispozici pět nebo deset tlačítek, pomocí kterých potvrzuje noty na obrazovce. Tlačítka jsou rozmístěna ve dvou řadách. Ve spodní řadě se jich nachází pět a v horní čtyři.
Na spodní části obrazovky se nachází obrázek znázorňující hráčovu periferii. Přes ní je vidět červená čára, která bliká do rytmu doprovodu skladby.
Při hře se pak seshora obrazovky linou noty melodie (podlouhlé tvary patří ke spodní řadě tlačítek a kulaté k horní řadě), které má hráč za úkol potvrdit. Pokud skladbu hráč zná, ihned pozná, kde udělal chybu, protože potvrzováním not hraje melodii skladby.
Každá nota je vyhodnocována podle toho, jak přesně ji hráč potvrdil (Great, Good, Bad). Na konci skladby se ukáže celkové hodnocení, kde je zobrazen počet Great, Good, Bad, max. kombo a konečné skóre.

## Skladby
V PNM si hráč může vybrat třeba klasickou hudbu, hudbu z japonského anime nebo skladby z japonského popu.